# 歐洲宗教戰爭

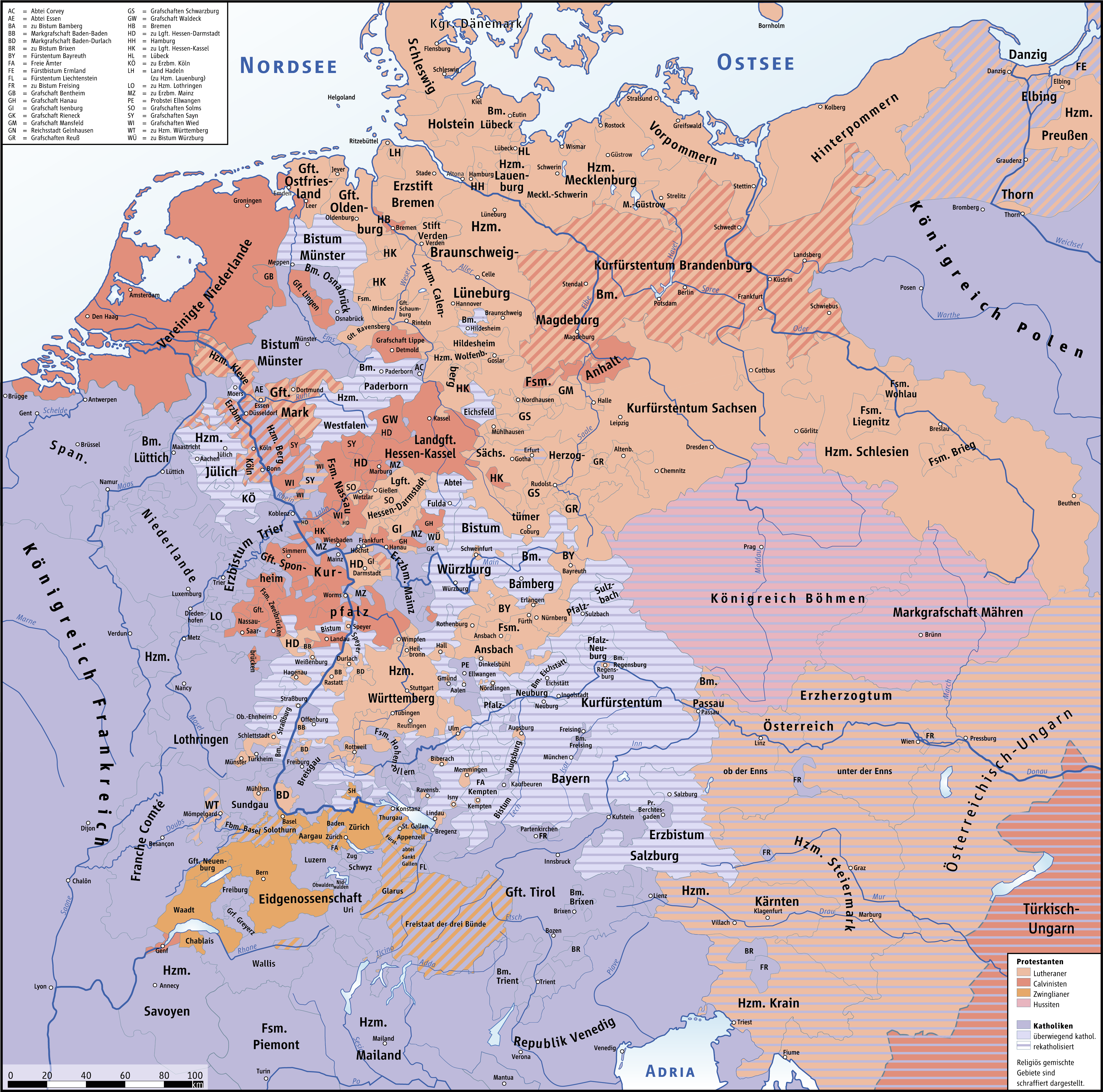
1618年中欧的信仰分布

欧洲宗教战争是16世纪、17世纪和18世纪初在欧洲发动的一系列战争。1517年新教的宗教改革开始后，战争扰乱了欧洲天主教国家或基督教世界的宗教和政治秩序。战争期间的其他动机包括叛乱、领土野心和大国冲突。在三十年战争（1618-1648）中，天主教的法国与新教势力结盟，反对天主教的哈布斯堡王朝。战争在很大程度上以威斯特伐利亚和约（1648年）结束，该和平建立了一个新的政治秩序，现在被称为威斯特伐利亚主权体系。
冲突始于小规模的骑士起义（1522年），随后是神圣罗马帝国的更大规模的德国农民战争（1524-1525年）。在天主教会于1545年开始反对新教的发展后，战争愈演愈烈。冲突在三十年战争中达到高潮，这场战争摧毁了德意志地区并杀死了40%以上的人口，死亡率是第一次世界大战的两倍。威斯特伐利亚和约通过承认神圣罗马帝国的三个独立的基督教信仰（天主教、信義宗和歸正宗）来解决冲突。尽管许多欧洲领导人因1648年的流血事件而感到厌倦，较小的宗教战争一直持续到1710年代，包括不列颠群岛的三王国战争（1639-1651）、萨伏依-瓦尔登斯战争（1655–1690)，以及西阿尔卑斯山的托根堡战争（1712）。